# Narcissus hedraeanthus
Narcissus hedraeanthus es una especie de planta bulbosa perteneciente a la familia de las amarilidáceas. Es originaria de  España.

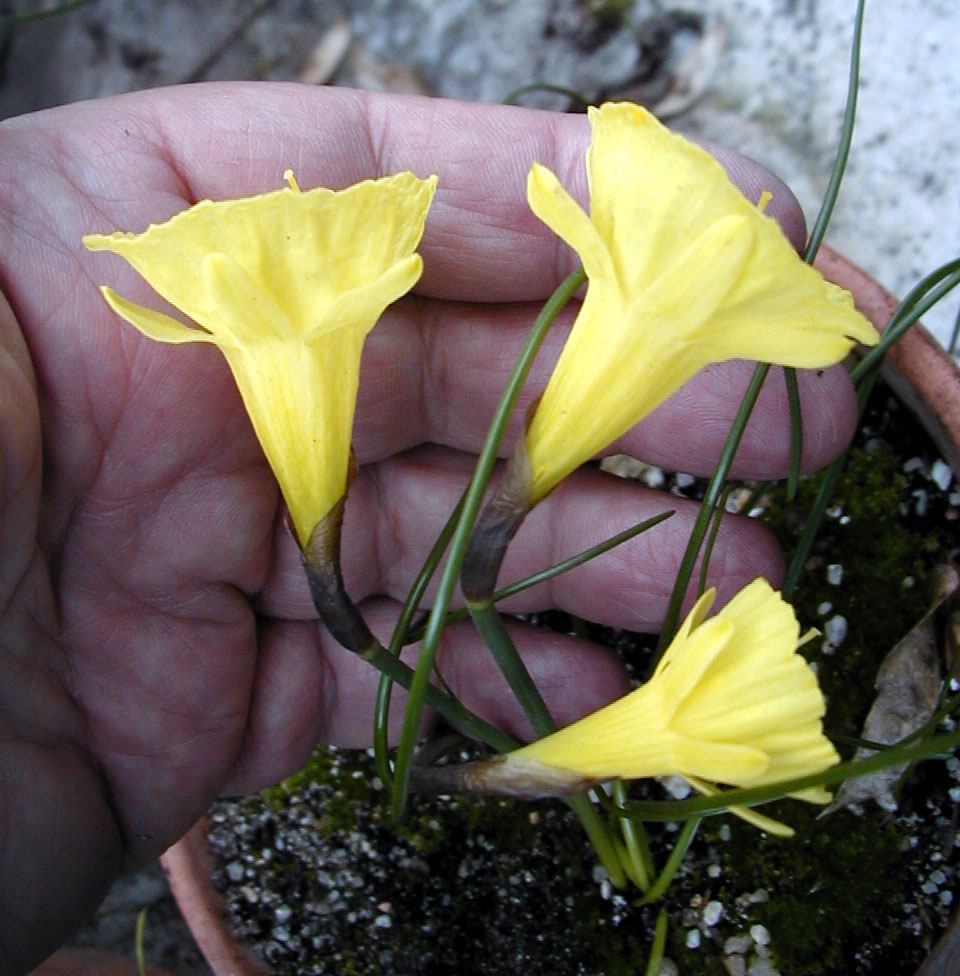
Detalle de las flores

## Descripción
Narcissus hedraeanthus es una planta bulbosa, con un porte de 8 a 15 cm de altura y con grandes coronas cónicas. Las flores de color amarillo pajizo. Se encuentra en España. La floración se produce entre los meses de febrero a abril.

## Distribución y hábitat
Narcissus hedraeanthus es un endemismo del sur de la península ibérica. Zona oriental de Sierra Morena y sierras de Alcaraz, de La Sagra, de Cazorla y aledaños (Jaén, Granada). En su hábitat crece en vegetación pascícola, matorrales basófilos, herbazales, roquedos, pie de cantil, claros de jaral y zonas abiertas de encinares o pinares.

## Taxonomía
Narcissus hedraeanthus fue descrita por (Webb & Heldr.) Colmeiro y publicado en Enumeración y Revision de las Plantas de la Peninsula Hispano-Lusitana e Islas Baleares... 5:80, en el año  1889
Citología
Número de cromosomas de Narcissus hedraeanthus (Fam. Amaryllidaceae) y táxones infraespecíficos
Narcissus bulbocodium subsp. hedraeanthus L.: 2n=14
Etimología
Narcissus nombre genérico que hace referencia del joven narcisista de la mitología griega Νάρκισσος (Narkissos) hijo del dios río Cephissus y de la ninfa Leiriope; que se distinguía por su belleza. 
El nombre deriva de la palabra griega: ναρκὰο, narkào (= narcótico) y se refiere al olor penetrante y embriagante de las flores de algunas especies (algunos sostienen que la palabra deriva de la palabra persa نرگس y que se pronuncia Nargis, que indica que esta planta es embriagadora). 
hedraeanthus: epíteto
Sinonimia
- Corbularia hedraeantha Webb & Heldr.
- Narcissus blancoi Barra & G.López
- Narcissus bulbocodium subsp. hedraeanthus (Webb & Heldr.) K.Richt.
- Narcissus bulbocodium var. hedraeanthus (Webb & Heldr.) Baker
- Narcissus cantabricus subsp. hedraeanthus (Webb & Heldr.) Fern.Casas
- Narcissus cantabricus subsp. luteolentus Barra & G.López[5]